# بخيت جبرين
بخيت جبرين (بالفرنسية: Bakhit Djibrine؛ مواليد 17 أبريل 1995) هو لاعب كرة قدم تشادي، يشغل مركز الجناح في صفوف فولا إيديفيس، أحد أندية الدوري التشادي الممتاز، كما يُمثّل منتخب تشاد الوطني في المنافسات الدولية.

## الإنجازات

### فولا إيديفيس
- الدوري التشادي الممتاز: 2013، 2014، 2019.[2]

## روابط خارجية
- بخيت جبرين على موقع قاعدة بيانات كرة القدم.إي يو (الإنجليزية)
- بخيت جبرين على موقع ناشيونال فوتبول تيمز (الإنجليزية)
- بخيت جبرين على موقع عالم كرة القدم.نت (الإنجليزية)